# Domus aurea
Pour les articles homonymes, voir Maison dorée.
La Domus aurea ou Maison dorée est un immense palais impérial de la Rome antique, construit pour Néron, qui couvrait une partie importante de Rome intra muros sur plusieurs dizaines d'hectares. Elle doit son nom aux feuilles d'or destinées à rehausser certains motifs du décor des fresques. Elle comportait plusieurs bâtiments distincts, de vastes jardins, un lac artificiel, mais aussi une salle de banquet qui tournait sur elle-même. Après la mort de Néron, l'espace occupé fut rendu aux Romains et le Colisée fut édifié sur l'emplacement du lac asséché. Ensevelie pendant des siècles, la Domus aurea fut en partie redécouverte à la Renaissance.
Diverses fouilles modernes et de longs travaux de restauration ont permis en 1999 de rouvrir son accès aux visites publiques, après une vingtaine d'années de fermeture. De nouvelles dégradations ont entraîné une nouvelle fermeture en décembre 2005. 
En 2009, l'équipe dirigée par la directrice de recherche au CNRS Françoise Villedieu a retrouvé, lors de fouilles réalisées sur le site de la Vigna Barberini sur le Palatin, un élément central des sources littéraires, la cenatio rotunda, la salle à manger ronde, avec son plafond en forme de voûte céleste, qui tournait perpétuellement sur elle-même pour s'adapter au mouvement de la terre. La base de l'édifice mesure 16 mètres de diamètre. Elle est constituée d'un mur d'enceinte de plus de deux mètres d'épaisseur avec, en son centre, un pilier de quatre mètres surmonté de huit arcs en plein cintre qui le rattachent au pourtour. Cette structure est répétée pour former un second niveau à l'étage supérieur. Une partie de l'édifice découverte par les fouilles laisse entrevoir le mécanisme permettant à la plate-forme de tourner grâce à une force hydraulique.
Le 30 mars 2010, le plafond d'une des galeries souterraines (chambre 15) s'est effondré sur une dizaine de mètres,.

## La construction de laDomus aurea

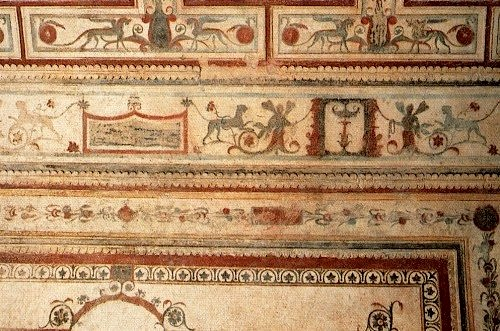
Fresque, dans la Domus Aurea de Rome.

À partir de l'an 65, après l'incendie de Rome et la destruction de son palais, la Domus Transitoria, l’empereur Néron confie à deux architectes, Severus et Celer (Tacite, Annales, XV, 42), la construction d’un somptueux palais qui doit s’étendre du mont Palatin au mont Cælius, partie avancée de l'Esquilin, là où l'incendie a laissé de la place. Constitué de vastes appartements et de salles d’apparat, l’ensemble comprend en outre des bains, des maisons de campagne, des cryptoportiques et des jardins où se dressent des colonnades qui se reflètent dans des nymphées. Plus de cent cinquante pièces y ont été mises au jour.
Suétone, quoiqu’il n'ait pu l'avoir vue personnellement, car il écrit sous Hadrien, en donne une description riche en superlatifs :

« [Néron] se fit bâtir une maison qui s’étendait du Palatin à l’Esquilin, et l’appela d’abord Domus Transitoria (le Passage), puis un incendie l’ayant détruite, il la reconstruisit sous le nom de Domus aurea (maison dorée). […] Dans son vestibule on avait pu dresser une statue colossale de Néron, haute de 120 pieds ; la demeure était si vaste qu’elle renfermait des portiques à trois séries de colonnes, longs de mille pas, une pièce d’eau semblable à la mer, entourée de maisons formant comme des villes, et par surcroît une étendue de campagne où se voyaient des cultures, des vignobles, des pâturages et des forêts, contenant une multitude d’animaux domestiques et sauvages. Dans le reste de l’édifice tout était couvert de dorures, rehaussé de pierres précieuses et de nacre. Le plafond des salles à manger était fait de tablettes d’ivoire mobiles et percées de trous afin qu’on pût répandre sur les convives des fleurs ou des parfums. La principale salle était ronde et tournait continuellement sur elle-même, alternant jour et nuit comme l’univers. Dans les salles de bains coulaient les eaux de la mer et celles d’Albula. »

Tacite confirme cette description :

« Les pierres précieuses et l’or […] étonnaient moins que les champs, des étangs et comme on le voit dans les campagnes désertes, des forêts, là des espaces ouverts, des perspectives »

Pour la décoration des nombreuses salles, Pline l'Ancien mentionne le peintre de fresque Fabullus, qui associe avec talent le chromatisme des fresques aux effets fastueux du stuc doré. Le décor de ces fresques montre, entre autres, des dauphins et des chevaux marins ; dans la salle du sphinx (en italien, « sala della sfinge »), on peut voir une scène dans laquelle le dieu Pan et un homme armé d'une épée et d'un bouclier combattent une panthère ; cette salle doit son nom à un sphinx accroupi sur un piédestal, au milieu d'un décor sur fond blanc orné de carrés aux extrémités rouges, de lignes jaune ocre et de bandeaux dorés à la feuille d'or ponctués de motifs floraux.

## Une révolution architecturale
La construction de la Domus transitoria et de la Domus aurea voit l'introduction dans le monde romain d’innovations architecturales et artistiques remarquables :
- multiplication des salles de banquets en voûte et des coupoles ;
- la « Cenatio rotunda »[9], une création peu commune possédant une tour ronde de 20 mètres de haut avec sa coupole de 13 mètres de diamètre, ouverte en son sommet par un oculus et supportée par huit piliers (préfigurant l'architecture du Panthéon de Rome) et sur un plateau tournant à 360 degrés grâce à des sphères en bronze avec aux extrémités des ailettes, tout ceci alimenté par un mécanisme ingénieux de roue à aubes (connu des Grecs), un plancher offrant une vue rotative sur le parc et l'atrium du palais ainsi que sur la plus grande partie de la ville : le Capitole, le Forum, le Palatin et les collines de Rome[10] ;

« Praecipua cenationum rotunda, quae perpetuo diebus ac noctibus vice mundi circumageretur »
— Suétone, Vie des douze Césars, Livre VI 
        
« La principale pièce était ronde, et jour et nuit elle tournait sans relâche pour imiter le mouvement du monde »
- fontaines d'intérieur monumentales (nymphées) diffusant la fraîcheur et des reflets lumineux dansant dans les salles ;
- premières mosaïques placées pour la première fois dans le monde antique sur des parois verticales ou des voûtes, technique qui se généralisa après Néron et se perpétua pendant des siècles ;
- fresques murales d'inspiration fantastique, représentant des architectures en trompe-l'œil, préfiguration des derniers styles de peinture pompéiens.

Les bâtiments de la Domus aurea atteignaient un gigantisme inégalé et extraordinaire : les fouilles du XXe siècle réalisées sur les pentes de l’Oppius ont permis de dégager un ensemble monumental de 240 m de long (longueur d’origine estimée à 370 m), construit en briques et en béton, comportant près de 200 pièces (environ 150 ont été dégagées). Les voûtes intérieures atteignaient 10 m de hauteur. Aucune installation nécessaire à l’habitation (cuisines, latrines) n’a été repérée, ce qui laisse supposer que cette partie du palais adossée à la colline était plus un décor ou un vaste espace de représentation et de divertissement, qu’une résidence impériale ; Néron n'a sans doute jamais profité de cet immense palais, puisqu'il est mort en 68, quatre ans à peine après le début des travaux.

## La disparition de laDomus aurea

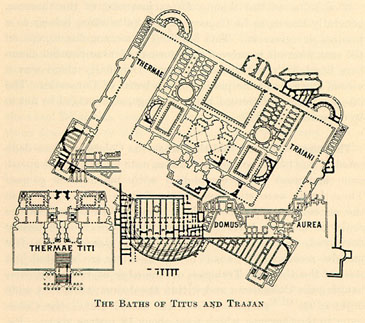
Plan de la Domus aurea et des thermes de Trajan et de Titus.

L’accaparement d’une telle surface urbaine fut peu appréciée des habitants de Rome, et Suétone rapporte cette plaisanterie qui circula à Rome :  

« Rome deviendra sa maison. Citoyens, émigrez à Véies, 
Si cette maudite maison n’englobe pas jusqu’à Véies. »

Othon, un des successeurs de Néron, fit voter par le Sénat en 69 un crédit de 50 millions de sesterces pour terminer les travaux de la Domus aurea. 
Mais après 69, l'espace occupé fut rendu au public romain et progressivement réaménagé : Vespasien créa dans la partie nord-ouest un vaste jardin public, le Forum de la Paix, et construisit sur l'emplacement du lac de Néron asséché l'amphithéâtre Flavien — du nom de la dynastie de son constructeur — qui prit ultérieurement le nom de Colisée (Colosseum), en référence à la statue colossale de Néron, édifiée à cet endroit et transformée par la suite en statue d’Hélios. La partie de la Domus aurea adossée au mont Oppius fut ensevelie sous les remblais lors de l'édification des thermes de Trajan ; sur l’emplacement du vestibule de la Domus aurea, Hadrien fit construire, à partir de 121, le vaste temple de Vénus et de Rome, entre le « Colisée » et le Forum romain.
Ainsi remblayée, la Domus aurea disparut aux yeux des Romains, et se trouva involontairement protégée.

## La redécouverte de laDomus aurea
À la fin du XVe siècle, un jeune Romain tomba dans un trou sur les pentes de l’Oppius et se retrouva dans une sorte de grotte couverte de peintures surprenantes. D’autres jeunes artistes explorèrent à leur tour ces salles étonnantes. Les fresques ainsi découvertes inspirèrent un nouveau style de décoration plein de fantaisie, que l’on baptisa « grotesques ». Les célèbres artistes Domenico Ghirlandaio, Raphaël et Michel-Ange, descendus à leur tour, eurent la révélation de ce qu’était l’art antique oublié. On pense que Raphaël en tira une partie de son inspiration pour la décoration des fameuses Loges de Raphaël dans le palais du Vatican.
D’autres visiteurs célèbres y laissèrent leur signature, comme le marquis de Sade, Giacomo Casanova et le peintre Filippino Lippi. Ces visites firent malheureusement pénétrer l’humidité dans les salles jusque-là protégées, et provoquèrent un lent processus de dégradation des fresques.

## Galerie

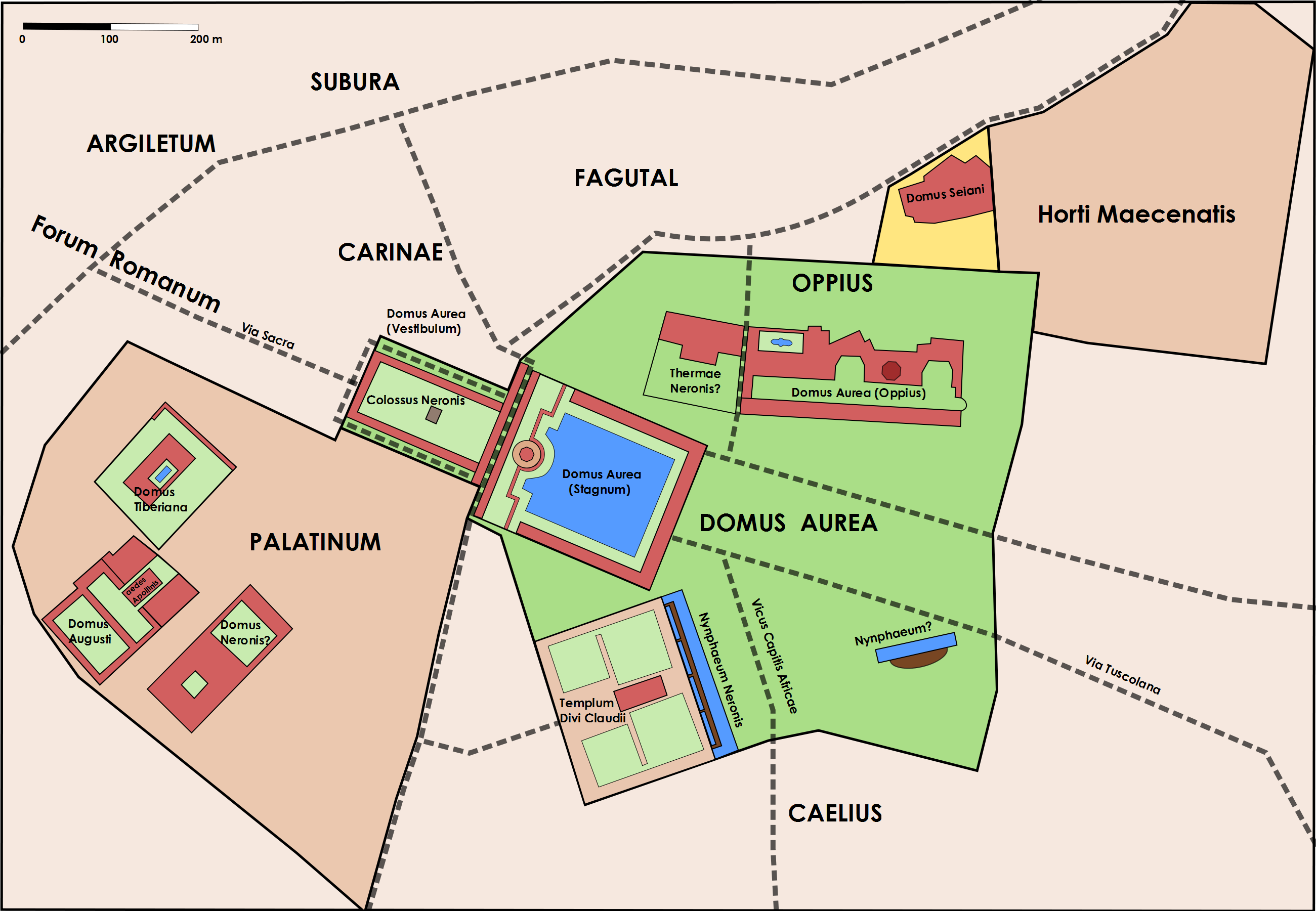
Plan général de la Domus Aurea.
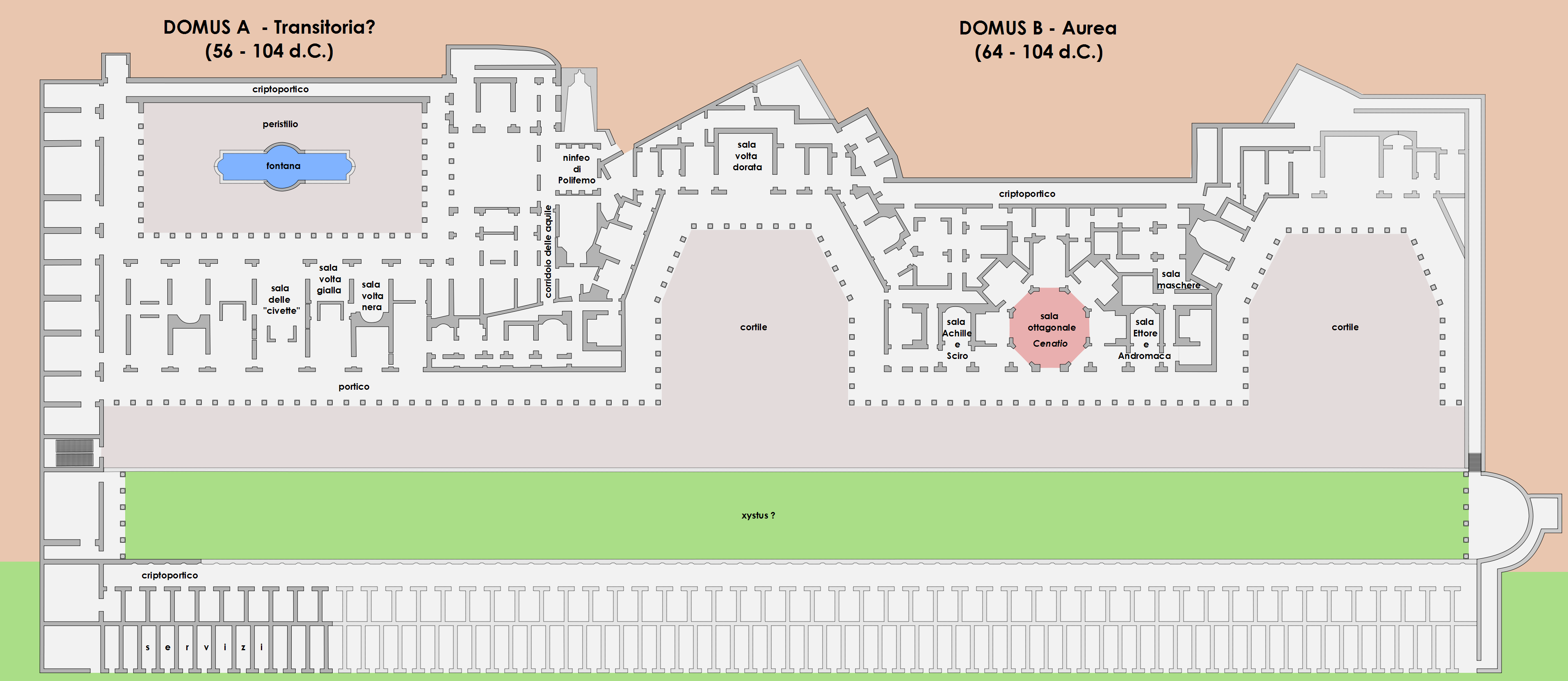
Domus Aurea sur l'Oppius.
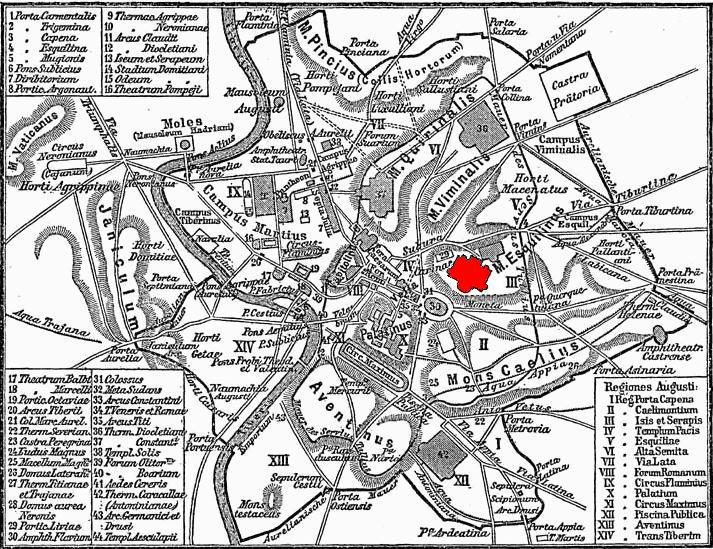
Localisation des thermes de Titus et de Trajan, et de la Domus aurea, en rouge.
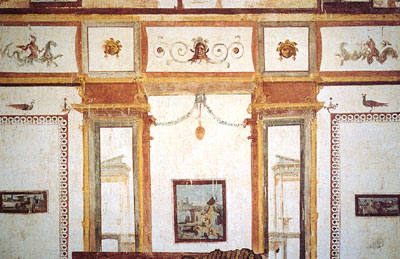
Fresque de la Domus aurea.
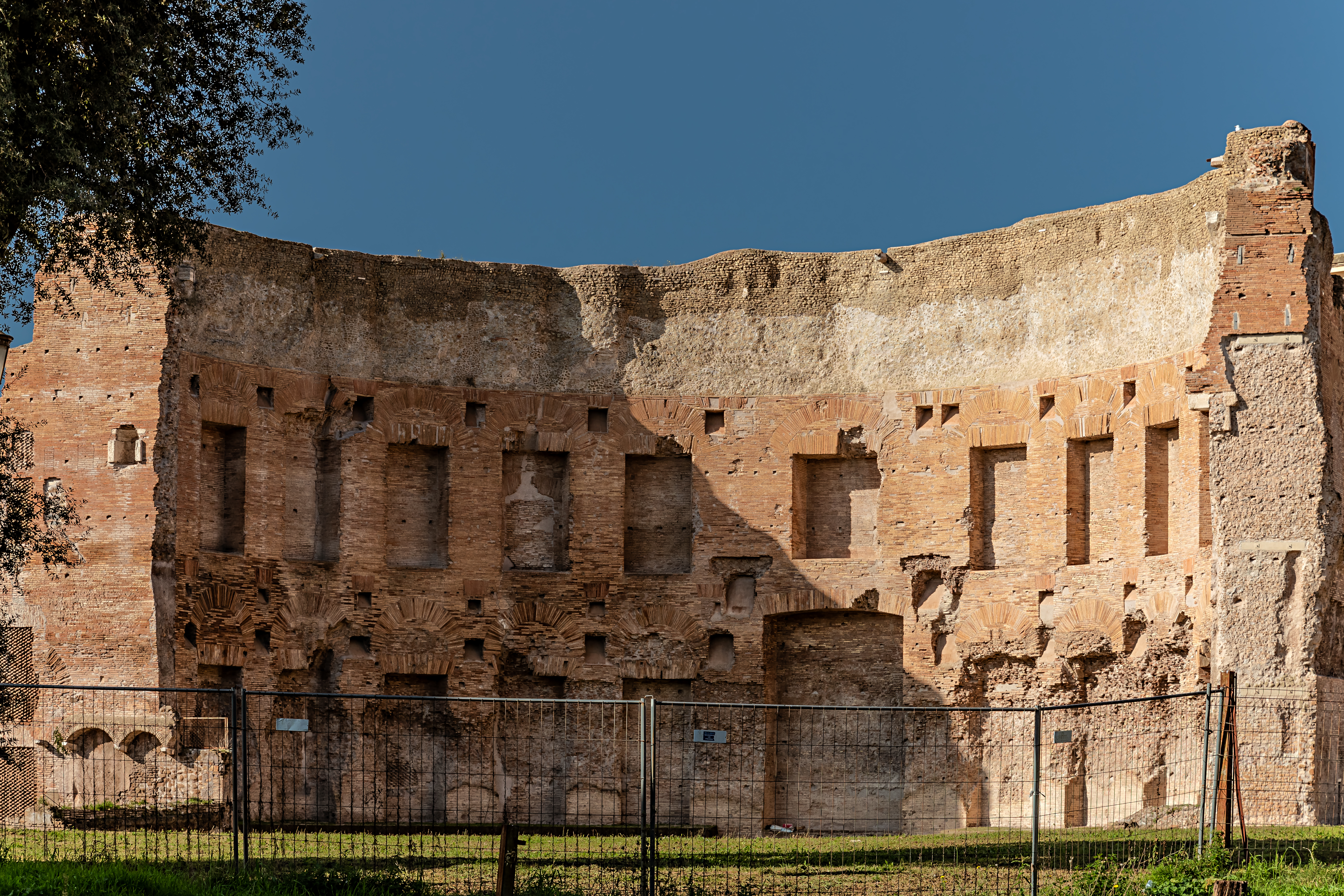
Les thermes de Trajan au-dessus des vestiges de la domus aurea.

## Documentaire
- La folie de Néron. Dans la série « Enquêtes archéologiques », France, 2016, 26 min. Réalisation : Nathalie Laville, Agnès Molia[15].